# Anatra Anade
Anatra Anade – rosyjski dwumiejscowy samolot rozpoznawczy z okresu I wojny światowej.

## Historia
W połowie 1915 roku inżynier Elysée Alfred Descamps przystąpił w zakładach Anatra Aviacionnyj Zawod w Odessie do budowy samolotu własnego projektu. W założeniu miała to być maszyna odpowiadająca aktualnym zapotrzebowaniom rosyjskiego lotnictwa - dwumiejscowy samolot wielozadaniowy, zdolny do użycia w roli samolotu rozpoznawczego, współpracy z artylerią i lekkiego bombowca. Samolot został nazwany Anatra Anade i oblatany 19 grudnia 1915 roku przez pilota doświadczalnego Jeana Robineta. Pierwszy lot wykazał problemy związane ze sterownością i statecznością maszyny. Zostały one usunięte poprzez zmianę kąta natarcia skrzydeł, powiększenie powierzchni usterzenia i lotek oraz przesunięcie środka ciężkości do przodu. Egzemplarze seryjne, wyposażone w silnik Clegret o mocy 110 KM, były produkowane pod oznaczeniem „Anakle” lub „Dekan”. 26 kwietnia 1916 roku samolot został zaakceptowany przez Główną Dyrekcję Wojenno-Techniczną (Главное Военно-Tехническое Управление) i dostawy do jednostek frontowych rozpoczęto w maju 1916 roku. Oprócz wersji bojowej skonstruowano wersję szkolną wyposażoną w podwójny układ sterowania i wzmocnione podwozie.
Samolot został szybko wycofany z użycia bojowego, był zbyt powolny i za słabo uzbrojony. Po zakończeniu wojny samolot był używany przez lotnictwo Armii Czerwonej jako maszyna szkolna.

## Użycie w polskim lotnictwie
Samolot nie był używany w lotnictwie Wojska Polskiego, trzy egzemplarze (o numerach fabrycznych 806, 810 i 811) były na wyposażeniu I Polskiego Oddziału Awiacyjnego II Korpusu Polskiego gen. Józefa Hallera. Samoloty te nie były używane w locie, przechowywano je zdemontowane w hangarze do 19 kwietnia 1918 roku. Po rozbrojeniu polskich jednostek samoloty zostały przejęte przez lotnictwo armii austro-węgierskiej.

## Konstrukcja
Dwumiejscowy dwupłat o konstrukcji drewnianej. Kadłub o przekroju prostokątnym, przód kryty sklejką, tył płótnem. Kabiny załogi otwarte, przednią zajmował pilot tylną obserwator. Płaty dwudźwigarowe o konstrukcji drewnianej z płóciennym pokryciem, dwudzielne, z lotkami na górnym płacie. Komora płatów usztywniona słupkami i linkowymi naciągami. Do transportu i magazynowania istniała możliwość składania płatów. Usterzenie klasyczne, drewniane, kryte płótnem. Podwozie trójpunktowe z płozą ogonową, wyposażone w amortyzację gumową. Zbiornik paliwa o pojemności 125 l, podzielony na trzy komory w celu zmniejszenia niebezpieczeństw związanych z przestrzeleniem. Napęd stanowił rotacyjny silnik gwiazdowy Clagnet o mocy 110 KM, napędzający stałe, dwułopatowe śmigło. Osłona silnika była wykonana z blachy aluminiowej.